# Obergünzl
Obergünzl ist ein Gemeindeteil der Gemeinde Unterneukirchen im Landkreis Altötting (Oberbayern, Bayern). Obergünzl zählt neben Oberschroffen, Unterneukirchen und Gasteig zu den größten Ortsteilen der Gemeinde.

## Lage
Das Dorf Obergünzl liegt umgeben von Feldern im südlichen Teil der Gemeinde. Bis mindestens 1990, vor der Bebauung des Sedlmaierfeldes, war es vollständig vom Ortskern abgetrennt. Heute grenzt es direkt an das Gemeindezentrum an.

## Namensherkunft
Obergünzl ist nach einem Bauernhof mit gleichem Namen benannt, der sich ehemals am Südwestende der heutigen Siedlung befand. Der Name dieses Hofes ist wiederum wahrscheinlich aus dem Vornamen Gün(t)zel entstanden.

## Geschichte
Das Dorf Obergünzl entstand auf den Fluren des Obergünzlhofs, der bis in die 1960er Jahre bestand. Dieser wurde erstmals im Jahr 1300 unter dem Namen „Güntzleinslehen“ erwähnt. Die Geschichte dieses Hofes lässt sich bis ins 16. Jahrhundert zurückverfolgen. Bis 1826 hieß die Mehrheit der Eigentümer mit Nachnamen „Günzl“ oder „Obergünzl“. Das liegt daran, dass bis ca. 1780 auf Unterneukirchens Höfen kaum zwischen Haus- und Familiennamen unterschieden wurde. Wer in das Anwesen einheiratete, gleich ob Mann oder Frau, nannte sich künftig nach dem Hausnamen. Der Grundherr des Hofes war 1752 der Kurfürst, die Obmannschaft bis 1808 Neukirchen (siehe auch Unterneukirchen-Geschichte-Bis zur Gemeindegründung), politische Gemeinde ab 1808 Unterneukirchen, katholische kirchliche Zugehörigkeit ebenfalls Unterneukirchen. Ein erster Grundverkauf erfolgte 1825, als das „Kaiserzipfland“ mit 1¾ Tagwerk nebst einer Behausung an Jakob Ofenreiter verkauft wurde, wenige Grundstücke wurden vor dem Zweiten Weltkrieg veräußert. Ab 1950 wurden wegen gestiegenen Wohnraumbedarfs nach dem Zweiten Weltkrieg in großer Zahl Eigenheimparzellen ausgewiesen und zum Verkauf angeboten, wobei die Bebauung bis in die 90er Jahre ohne verbindlichen Bebauungsplan vonstattenging. So entwickelte sich auf dem Grund des Obergünzlhofs ein dichtes Siedlungsgebiet, das immer noch wächst.

## Straßen
Obergünzl wird von zwei Straßen im Westen und Osten eingerahmt (Garchinger Straße, Pinsmaierstraße). Parallel zur Garchinger Straße im Westen verläuft die Obergünzlstraße. Straßen zwischen Obergünzl- und Pinsmaierstraße sind nach bekannten deutschen und österreichischen Schriftstellern, Musikanten und Komikern des 19. und 20. Jahrhunderts benannt. Im Folgenden eine Auflistung aller Straßen des Ortsteils:
- Garchinger Straße
- Karl-Valentin-Straße
- Kiem-Pauli-Straße
- Liesl-Karlstadt-Straße
- Ludwig-Ganghofer-Straße
- Ludwig-Thoma-Straße
- Obergünzlstraße
- Peter-Dörfler-Straße
- Peter-Rosegger-Straße
- Pinsmaierstraße
- Unterkaiserstraße
- Voiter Straße
- Weiß-Ferdl-Straße[2]

## Wirtschaft
In Obergünzl befindet sich eine der ältesten Weißbierbrauereien des Landkreises mit dem höchsten Gebäude der Gemeinde.